# Garrenchen
Garrenchen (niedersorbisch Górjanki) ist ein Gemeindeteil von Görlsdorf, einem Ortsteil der Stadt Luckau im Landkreis Dahme-Spreewald in Brandenburg.

## Lage
Garrenchen liegt in der Niederlausitz, etwa sechs Kilometer südöstlich der Stadt Luckau. Umliegende Ortschaften sind Egsdorf im Norden, Schlabendorf am See im Südosten, Wanninchen im Süden, Görlsdorf und Frankendorf im Osten sowie Cahnsdorf im Nordosten. Garrenchen liegt in einem ehemaligen Teil des Lausitzer Braunkohlereviers, die ehemaligen umliegenden Ortschaften Stoßdorf, Boschwitz und Tornow wurden durch den Tagebau Schlabendorf-Nord, die Ortschaften Presenchen und Stiebsdorf durch den Tagebau Schlabendorf-Süd devastiert.
Garrenchen liegt an einem Abzweig an der Landesstraße 52 von Luckau nach Calau. Die Bundesautobahn 13 mit der Anschlussstelle Calau ist etwa acht Kilometer entfernt. Südlich des Dorfes befindet sich Sielmanns Naturlandschaft Wanninchen.

## Geschichte
Die urkundliche Ersterwähnung Garrenchens datiert auf das Jahr 1543 unter dem Namen Gorennichen. Der Ortsname stammt aus dem Sorbischen und beschreibt eine bergige Ortslage. Die Endung -chen dient als Verkleinerungssuffix zur Kennzeichnung eines kleinen Dorfes. Arnošt Muka nennt den sorbischen Namen Góŕańki. 1844 hatte der Ort 89 Einwohner, die in 15 Gebäuden lebten. Das Dorf verfügte zu dieser Zeit über eine Windmühle sowie eine Dorfschänke und war nach Frankendorf eingepfarrt. Die Grundherrschaft über das Dorf hatte das Rittergut im benachbarten Görlsdorf inne.
Nach dem Wiener Kongress kam das zuvor sächsische Garrenchen an das Königreich Preußen. Dort lag das Dorf ab 1816 im Landkreis Luckau im Regierungsbezirk Frankfurt. Zum 1. Juli 1950 wurde Garrenchen zusammen mit Frankendorf und Wanninchen nach Görlsdorf eingemeindet. Am 25. Juli 1952 wurde Garrenchen dem neu gebildeten Kreis Luckau im Bezirk Cottbus zugeordnet. Nach der Wende lag Garrenchen als Teil der Gemeinde Görlsdorf zunächst im Landkreis Luckau, wo sich der Ort am 25. Mai 1992 dem Amt Luckau anschloss. Im Zuge der Kreisreform vom 6. Dezember 1993 wurde die Gemeinde Görlsdorf mit ihren Ortsteilen dem Landkreis Dahme-Spreewald zugeordnet. Am 26. Oktober 2003 wurde Görlsdorf mit dem Ortsteil Garrenchen nach Luckau eingemeindet.

## Bevölkerungsentwicklung
| 1875 | 94  | 1925 | 93 | 1946 | 170 |
| 1890 | 77  | 1933 | 89 |      |     |
| 1910 | 118 | 1939 | 93 |      |     |